# レナート・ザネッリ

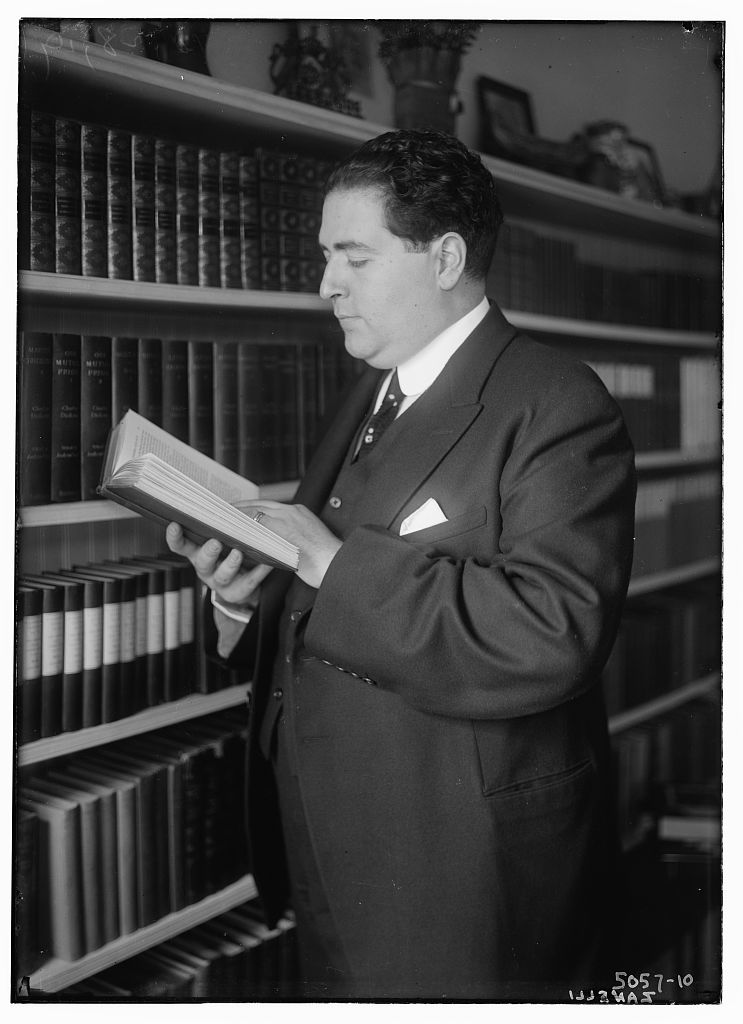
レナート・ザネッリ

レナート・ザネッリ・モラレス（Renato Zanelli Morales, 1892年4月1日 - 1935年3月25日）は、チリ出身のオペラ歌手。はじめバリトンとしてデビューした後、テノールに転向した。特にヴェルディ『オテロ』題名役での歌唱で高い評価を得た。

## 生涯
チリのバルパライソに生まれる。父親はイタリア出身、母親はチリ人、家庭は大変に裕福であったという。2歳の時からスイスおよびイタリアの寄宿学校に送られ、1911年までヨーロッパで過ごす。19歳で兵役に服するため帰国し、除隊後、チリに客演していたイタリア人歌手にその美声を認められ、初めて本格的な声楽の訓練を受ける。声域はバリトンであった。
1916年9月首都サンティアゴにて、ザネッリはグノー『ファウスト』ヴァレンティン役でデビューし、以後数年を南米諸劇場で歌う。1919年になりニューヨーク・メトロポリタン歌劇場（メト）の支配人、ガッティ＝カサッザに認められメトにデビューした。同じ頃ヴィクター社とも契約し、録音吹込も開始している。
しかしメトでの彼は決してトップ級バリトンの扱いを受けることはなかった。この頃の同劇場は高額のギャラ目当てに多くのイタリア人名バリトン歌手、例えばアマート、ルーカ、スコッティ等を惹きつけていたため、南米出身のザネッリは2番手扱いだったのだろう。ザネッリは、自らの声がバリトンとしては比較的軽く、高音域までをカヴァーできていることから、テノールへの転向を決意する。一説にはテノール転身を勧めたのは大指揮者トスカニーニだったともいう。
1923年-24年を声域変更のため棒に振ったザネッリは、1924年10月になりナポリに現れ、ヴェルディ『椿姫』アルフレード役でテノールとしての再デビューを飾った。その後も南イタリアを中心に活動しつつテノールとしてのレパートリー習得に努め、1925年になりヴェルディ『オテロ』題名役に到達した。オテロの低いテッシトゥーラはバリトン出身の彼に最適であり、これは「フランチェスコ・タマーニョ（『オテロ』初演時のテノール）の再来」と評され、ザネッリの十八番となった。
この他ザネッリが得意としたのはヴェルディ『運命の力』アルヴァーロ役、レオンカヴァッロ『道化師』カニオ役、ジョルダーノ『アンドレア・シェニエ』題名役などのテノーレ・ドラマティコ諸役であった。イタリア各地ではまたワーグナーのヘルデンテノール諸役、例えば『トリスタンとイゾルデ』トリスタン役や『ローエングリン』題名役なども（イタリア語で）歌った。ただし彼のワーグナー歌唱は殆ど録音が残っていない。
1930年代に入るとザネッリは身体の不調を訴えることが多くなる。診断ははじめ腎不全、やがて腎臓癌となった。彼は故国チリに帰国し、『オテロ』など得意の演目に出演しつつ治療に努めた。アメリカへのツアーも計画され、実際彼は1934年2月にアメリカに入国しているが、病状の進行によりツアーはキャンセルされ、彼はそのままチリに帰国、翌1935年3月25日、43歳の誕生日を目前に他界した。
弟カルロ（1897年-1970年）も「カルロ・モレッリ」の芸名で名バリトン歌手として活躍し、兄レナートと『オテロ』での共演もあった。カルロは後に声楽教師に転じ、プラシド・ドミンゴを育てたことでも有名である。